# Сёстры Гнесины

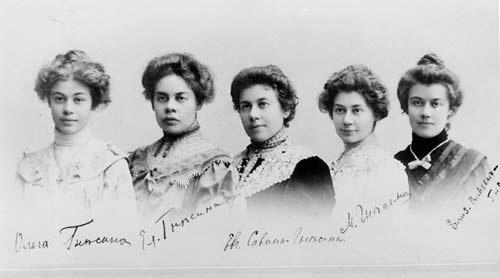
Слева направо:
Ольга, Елена, Евгения, Мария, Елизавета Гнесины

Памятная доска в Ростове-на-Дону

Сёстры Гне́сины — русские музыканты и педагоги:
- Евгения Фабиановна, в замужестве Савина-Гнесина (1870?—1940);
- Елена Фабиановна (1874, фактически, 1872—1967);
- Мария Фабиановна (1874—1918);
- Елизавета Фабиановна, в замужестве Гнесина-Витачек (1876—1953);
- Ольга Фабиановна, в замужестве Александрова-Гнесина (1881—1963)[1].

Три старшие сестры основали в 1895 году в Москве частное музыкальное училище, ставшее в дальнейшем Российской академией музыки имени Гнесиных.
Их братьями были: композитор Михаил Гнесин; певец, драматический актёр, писатель, поэт и переводчик, библиофил и просветитель Григорий Гнесин, самый младший брат в семье; инженер-электрик Александр Фабианович Гнесин; офицер Владимир Фабианович Гнесин.
Родители заключили брак 15 июля 1863 года в Вильне:
Отец — Фабиан Осипович (Файвиш Иоселевич) Гнесин (1837, Ивенец, Минский уезд, Минская губерния — 1891, Ростов-на-Дону), выпускник Виленского раввинского училища (1862), был общественным раввином Ростова-на-Дону.
Мать — Бейла (Белла, Изабелла) Исаевна Гнесина (урождённая Шима-Бейла Шаевна Флейтзингер; 6 марта 1838, Вильно — 1911, Москва), певица-любительница, училась у Станислава Монюшко. Дед со стороны матери — виленский бадхен Шая Шмуйлович Флейтзингер (известный как Шайке Файфер, 1802—1875).